# ロクいち!福岡
『ロクいち福岡』（ロクいちふくおか）は、2015年3月30日から福岡県向け（番組後半は福岡・筑後地方のみ）のNHK総合テレビジョンで放送されているNHK福岡放送局制作による『NHKニュース』のローカルニュース番組（地域情報番組）である。

## 概要
『熱烈発信!福岡NOW』の後継番組で2015年度開始。いち早く・いちばん詳しく・いちばんわかりやすく届け、「きょう何が起きたの?」「これからどうなるの?」「もっと知りたい!」という視聴者の声にこたえるニュース番組を目指している。
当初は福岡都市圏・筑後地方のみの番組であり、北九州・筑豊・京築地方では同時間帯に北九州放送局の『ニュースブリッジ北九州』を放送し、平成29年7月九州北部豪雨や同月の火蟻問題など、県域で対応する必要があるものについては『ニュースブリッジ北九州』内でも生でネット受けする形となっていた。2018年度改編ではNHK全体の働き方改革に伴う地域放送縮減の影響で、ニュースにもよるがオープニングを除く冒頭の10分程度を『ニュースブリッジ北九州』でも必ず放送していた。2019年4月1日からは、北九州放送局でも18:10 - 18:30の20分間はオープニング含め当番組を放送し、18:30から『ニュースブリッジ北九州』を放送するよう変更された。
九州・沖縄枠『九州沖縄 NHKニュース』は前番組の18:10 - 18:20から18:45 - 18:52に変更、この枠内にあった九州・沖縄の天気予報を廃止し、福岡のニュースを早い時間に届けるよう改めた。2017年度からはこのブロック放送を見直し、すべての内容を各放送局から県域向けに伝えることを基本としている。2021年度から九州・沖縄のニュース（18:30頃の局域枠）を『ジモトピ』に改め、2023年度まで放送された。
開始当初、全国放送の『正午ニュース』土日祝担当だった井上二郎を起用。初年度コンビを組んだのは近江友里恵。近江は2016年度の『ブラタモリ』『NHKニュースおはよう日本』に抜擢され離任、後任は林田理沙。その林田は2018年度改編で『あさイチ』に移る近江の後任に決まり、また井上も4K同時放送で新たなニュース番組を開発する『週刊まるわかりニュース』のキャスターに就任が決まったことから揃って番組を降板した。後任には東京アナウンス室で『ニュースウオッチ9』ニュースリーダーや『国会中継』を担当していた中山庸介と、朝の時間帯を担当していた松崎洋子を起用。メインキャスターが交代しても番組名を変更しなかったNHK福岡の夕方ニュースは、1997 - 2003年度放送の『おっしょい!福岡』以来約20年ぶりである。
2021年3月26日を以って、中山と松崎が揃って番組を卒業した。後任には東京アナウンス室で『ニュースウオッチ9』スポーツキャスターや『スポーツ中継』を担当していた一橋忠之と、山形放送局で平日夕方ローカル報道番組『やままる』でキャスターを務めた野口葵衣を起用。
2021年11月1日より、NHKプラスの「ご当地プラス（九州・沖縄エリア）」において福岡都市圏・筑後地方ローカルの部分を含む見逃し配信を開始。これにより、日本全国で本番組を視聴が出来るようになった。
2022年4月4日より、野口が『ブラタモリ』の7代目アシスタント（ロケ撮影も含有）を務めることに伴い、毎週出演することが難しくなり、新たに岡山放送局で平日夕方ローカル報道番組『もぎたて!』でリポーターを務めた姫野美南を起用（隔週で野口と交代出演）。
2023年3月2日放送で、姫野が「気象予報士吉竹顕彰さんに第74回NHK放送文化賞を受賞」のニュースを読み上げた直後、スタジオで吉竹が「（気象災害が毎年九州に起きる中でも）これからも社会貢献として、一歩ずつ頑張っていきたい。」との受賞直後の抱負を述べた。
2024年3月22日を以って、野口（2022年度より隔週）が、2024年度『NHKニュースおはよう日本』に抜擢され、番組を卒業。後任には、宮崎放送局で平日夕方ローカル報道番組『てげビビ!』でキャスターを務めた道上美璃を起用。
2025年3月21日の放送をもって、新年度から東京異動となる一橋と姫野が番組を卒業。後任には松田利仁亜、庭木櫻子両アナウンサーが就任。

## 放送時間
- 平日 18:10 - 19:00（祝日を除く）[注釈 1][注釈 2][注釈 3]

2021年度（2021年3月29日）より終了時間が1分短縮された（1分間のお知らせ枠追加のため）。
九州・沖縄で長崎原爆の日・沖縄慰霊の日など大きなニュースがあった場合は、その局よりブロック枠で18:10から10 - 20分間、または18:45まで伝える。平成28年熊本地震発生後は熊本局より、1か月間は20分間、その後2週間は10分間放送。
- 放送休止や短縮・繰り下げなどの事例は次の通り。
  - 2018年2月13日-16日、19日-23日、5月1日・2日、同年8月13日 - 17日、同年12月25日 - 28日、2019年8月13日 - 16日、2020年8月11日 - 14日、2024年12月23日-27日は、18:45開始の短縮放送となる。なお、18:45までは再放送番組を放送（ただし、2018年8月14日は台風15号が九州に接近していたため、18:10 - 18:45に九州・沖縄地方向けの台風関連ニュースを放送した）。
  - 2021年7月12日 - 16日、7月19日 - 21日は、東京オリンピックの事前関連番組『COUNTDOWN TOKYO』（18:10 - 18:30）を放送のため、18:30開始の短縮放送となる。
  - 7月26日 - 8月6日は東京オリンピック中継のため当番組と『ニュースブリッジ北九州』を休止し、代替として『ニュース・気象情報（福岡）』（18:50 - 19:00）を放送した。
  - 8月10日 - 13日、24日は、東京パラリンピックの事前関連番組『アニ×パラワールド』（18:10 - 18:25） 、『5分で早わかり』（8月10日 - 13日：18:25 - 18:30）・『our SPORTS!』（8月24日：18:25 - 18:30）、『パラ×ドキッ!15min.』（18:30 - 18:45）を放送することに伴う特別編成のため当番組と『ニュースブリッジ北九州』を休止し、代替として『ニュース・気象情報（福岡）』（18:45 - 18:59）を放送した。
  - 2021年8月16日 - 17日は、九州北部を中心に2021年8月11日から続いている集中豪雨及び災害のため、18:10 - 18:30の20分間、熊本放送局はじめ九州・沖縄地方の一部地域に放送された。
  - 2021年8月18日 - 20日、23日は、『アニ×パラワールド』（18:10 - 18:25）を放送することに伴う特別編成のため、18:30開始の短縮放送となる。
  - 2021年8月25日 - 9月3日は、東京パラリンピック中継のため当番組と『ニュースブリッジ北九州』を休止し、代替として『ニュース・気象情報（福岡）』（18:45 - 18:59）を放送した。
  - 2022年2月3日、7日 - 18日は、2022年北京オリンピック競技中継[30]のため、18:30開始の短縮放送となる。
  - 2022年4月8日は、岸田総理大臣の記者会見を総理大臣官邸から生中継したため、18:30開始の短縮放送となる[31]。
  - 2022年4月26日は、岸田総理大臣の記者会見を総理大臣官邸から生中継したため、18:41開始の短縮放送となる[31]。
  - 2022年6月15日は、岸田総理大臣の第208[32]通常国会閉会に伴う記者会見を総理大臣官邸から生中継したため、18:39開始の短縮放送となる[31]。
  - 2022年6月27日 - 30日は、「第26回参議院選挙福岡県選挙区候補者 経歴・政見放送」を18:30から放送したため、18:56開始の気象情報（県内）を含め、短縮放送となる[33]。
  - 2022年7月8日は、安倍元総理大臣銃撃事件関連のニュースを緊急放送したため、18:45開始の短縮放送となる[31]。
  - 2022年7月14日は、岸田総理大臣の参議院選挙後初の記者会見を総理大臣官邸から生中継したため、18:35開始の短縮放送となる[31]。
  - 2022年8月10日は、岸田総理大臣の第2次第1次岸田改造内閣発足後の記者会見を総理大臣官邸から生中継したため、18:41開始の短縮放送となる[31]。
  - 2022年10月28日は、岸田総理大臣の記者会見を総理大臣官邸から生中継したため、18:38開始の短縮放送となる[31]。
  - 2022年12月16日は、岸田総理大臣の記者会見を総理大臣官邸から生中継したため、18:45開始(18:59終了)の短縮放送となる。
  - 2023年2月24日は、岸田総理大臣のウクライナ侵攻から1年による記者会見を総理大臣官邸から生中継したため、18:47開始の短縮放送(18:59終了)となり、一橋と吉竹の2人が出演した。
  - 2023年3月16日は、岸田総理大臣と韓国の尹錫悦大統領との日韓首脳会談後の共同記者会見を総理大臣官邸から生中継するため、18:25で番組打ち切りとなった。
  - 2023年3月17日は、岸田総理大臣の記者会見を総理大臣官邸から生中継したため、18:45開始の短縮放送（18:59終了）となり、姫野と松井の2人が出演した。
  - 2023年5月18日は、G7広島サミット開幕前日の日米首脳会談関連のニュースを伝えたため、18:15開始（18:59終了）の短縮放送となる。
  - 2023年5月19日は、G7広島サミット関連のニュース（広島放送局発の『お好みワイドひろしま』を全国放送）を伝えるため、18:05開始（18:20終了）の局域短縮放送（当日北九州・筑豊地方は『ニュースブリッジ北九州』を放送）となり、一橋と野口と吉竹の3人が出演した[注釈 4]。
  - 2023年5月25日は、東京から緊急報道を伝えたため、18:20開始（18:59終了、県域放送は18:40終了）の短縮放送となる。
  - 2023年6月13日は、岸田総理大臣の記者会見を総理大臣官邸から生中継するため、20分（18:30終了）の県域短縮放送となり、一橋と野口と吉竹の3人が出演した。
  - 2023年6月21日は、岸田総理大臣の第211[32]通常国会閉会に伴う記者会見を総理大臣官邸から生中継したため、18:51開始の短縮放送となり、姫野と吉竹の2人が出演した[31]。
  - 2023年7月10日は、県内で記録的大雨関連のニュースを中心に伝えるため、一橋（ニュースリード）と野口（ライフライン情報担当・『はっけんTV』の公開スタジオから）と吉竹（気象情報）の3人が出演した[31]。
  - 2023年8月4日は、岸田総理大臣の記者会見を総理大臣官邸から生中継したため、18:45開始（18:59終了）の短縮放送となり、姫野と吉竹の2人が出演した。
  - 2023年8月8日は、台風6号特設ニュースを福岡局から九州沖縄地方向け（沖縄県は除く）に放送するため、18:45開始の短縮放送となり、廣瀬と吉竹の2人が出演した[31]。
  - 2023年8月9日は、台風6号特設ニュースを福岡局から九州沖縄地方向け（沖縄県は除く）に放送するため、18:45開始の短縮放送となり、野口と松井の2人が出演した[31]。
  - 2023年10月31日は、東京から「郵便局で拳銃所持の男 立てこもり」の緊急報道を伝えたため、18:20開始の短縮放送となる[31]。
  - 2023年11月2日は、岸田総理大臣の記者会見を総理大臣官邸から生中継したため、18:48開始の短縮放送となり、野口と吉竹の2人が出演した[31]。
  - 2023年12月13日は、岸田総理大臣の記者会見を総理大臣官邸から生中継したため、短縮放送（18:15中断・18:55再開）となり、野口と吉竹の2人が出演した[31][注釈 5]。
  - 2024年1月9日は、東京から「令和6年能登半島地震」関連の緊急報道（「新潟県中越地方で震度5弱」）を伝えたため、18:20開始（18:59終了）の短縮放送となる。
  - 2024年1月16日は、18:42頃緊急地震速報が石川県に出され、東京から緊急報道（「石川県能登地方で震度5弱」）を伝えるため、18:43放送打ち切りとなった。
  - 2024年1月29日 - 2月2日は、当番組と『ニュースブリッジ北九州』が完全コラボでお届けする『筑豊WEEK』として放送した（番組表上では当番組扱い、詳細は「ニュースブリッジ北九州#筑豊WEEK」を参照）。
  - 2024年2月28日は、女子サッカーパリオリンピックアジア最終予選（サッカー女子日本代表戦）を生中継で放送するため、18:10開始（18:25終了）の局域短縮放送（当日北九州・筑豊地方は『ニュースブリッジ北九州』を放送）となり、姫野と吉竹の2人が出演した。
  - 2024年3月1日は、東京からニュース「衆議院政治倫理審査会」関連を生放送したため、18:30開始（18:59終了）の局域短縮放送となった。

- 出演者の代行事例は次の通り。
  - 2015年8月17日 - 28日は井上二郎が2週間夏季休暇で休演し、有田雅明が代演。また吉竹も1週間夏季休暇で休演したため、松井渉が代演した。（8月17日 - 21日のみ。）
  - 2015年8月31日 - 9月11日は近江友里恵が2週間夏季休暇で休演し、当時長崎放送局に在籍していた林田理沙が代演。
  - 2016年11月28日 - 12月2日は林田が休演し、保里小百合が代演。
  - 2017年8月7日 - 10日は浅野達郎が、14日 - 18日永井伸一、松井が代演。（井上が2週間、吉竹が1週間夏季休暇のため。）
  - 2017年8月18日、28日 - 9月1日は松崎洋子が、8月21日 - 25日は佐々木理恵が代演。（林田が2週間夏季休暇のため。）
  - 2018年2月21日は井上、林田が休演し、浅野が代演。（短縮放送）
  - 2018年8月13日 - 17日は浅野が代演（浅野と松井の2人体制・時間短縮による放送。）、8月20日 - 24日は浅野、庭木櫻子が代演。（中山、松崎が夏季休暇のため2週間休演、吉竹は1週間休演。）
  - 2018年12月25日 - 28日は庭木が代演。（吉竹は通常出演し、中山・松崎は年末年始休暇のため1週間休演。また時間短縮による放送。）
  - 2019年8月13日 - 16日は、庭木と松井が代演（時間短縮による放送。）、8月19日 - 23日は岩元良介、庭木、松井が代演。（中山、松崎、吉竹が夏季休暇のため2週間休演。）
  - 2020年3月16日 - 19日は、中山が休演し、藤澤義貴が代演。
  - 2020年8月11日 - 14日は、藤澤・吉竹の2人体制。同年8月17日 - 21日は、藤澤・庭木・松井が代演（中山と松崎が夏季休暇による2週間休演、吉竹は1週間休演に伴うもの）。
  - 2021年5月13日 - 14日は、一橋が休演し、前任キャスターの中山が代演。
  - 2021年7月19日 - 21日は、一橋が東京2020オリンピック現地取材のため休演し、酒井良彦が代演。
  - 2021年8月16日 - 20日は、野口が休演し、辻本彩乃が代演。
  - 2021年8月23日 - 24日は、一橋が東京2020パラリンピック現地取材のため休演し、廣瀬雄大が代演。
  - 2022年1月24日 - 3月4日は、一橋が2022年北京オリンピック現地取材のため休演し、廣瀬が代演。
  - 2022年2月15日、18日、3月18日、24日・25日、8月17日 - 19日、2023年12月4日 - 8日、2024年2月21日・22日、8月13日 - 16日は、吉竹が休演し、松井が代演。
  - 2022年2月28日 - 3月2日は、野口が休演し、宮崎放送局所属（当時）の道上美璃が代演。
  - 2022年3月28日 - 30日は、野口が休演し、熊本放送局所属（当時）の佐藤茉那が代演。
  - 2022年5月27日は、姫野が深夜放送の『今夜も生でさだまさし』「〜来る来るまさしがやってくる久留米〜」（久留米シティプラザ）に生出演するため、代わりに隔週担当キャスターの野口が出演。
  - 2022年7月15日は、一橋が休演し、廣瀬が代演。
  - 2022年8月1日 - 5日は、夏季休暇で一橋が休演し、見浪哲史が代演。
  - 2022年8月8日 - 10日は、夏季休暇中の一橋が休演し、廣瀬が代演。
  - 2022年11月16日 - 17日、2024年3月8日は、野口が休演し、代わりに隔週担当キャスターの姫野が出演。
  - 2022年12月20日 - 22日、2023年4月14日、4月27日 - 28日、2024年3月14日は、福地が休演し、姫野がジモトピコーナーなどを兼務。
  - 2023年5月31日 - 6月2日は、一橋が休演し、廣瀬が代演。
  - 2023年7月31日 - 8月3日・7日・8日・10日は、夏季休暇で一橋が休演し、廣瀬が代演。
  - 2023年11月6日 - 10日は、姫野が『NHKニュースおはよう日本』（5時台）に出演するため、池田陽香（入局1年目・当時）が代演。
  - 2023年11月15日・16日は、野口が休演し、池田が代演。
  - 2024年7月12日は、一橋が休演し、姫野と道上が担当。
  - 2024年9月2日は、一橋が休演し、廣瀬が代演。
  - 2024年12月27日は、一橋が休演し、田中秀樹が代演。（短縮放送）
  - 2025年1月14日 - 17日、20日、2月12日、3月10日、24日は一橋が休演し、柴崎行雄が代演。
  - 2025年3月17日、25日-28日は一橋が休演し、小林将純が代演。
  - 2025年5月1日、2日は松田利仁亜が休演し、庭木櫻子と道上が担当。
  - 2025年8月4日-8日は、松田が夏季休暇で休演し、庭木と道上が担当。
  - 2025年8月12日-15日は、松田が夏季休暇で休演し、小林が代演。

## 出演者
| 期間      | 期間      | キャスター | キャスター                | キャスター | コーナー担当 | コーナー担当                        | コーナー担当 | コーナー担当 |
| 期間      | 期間      | 男性       | 女性                      | ジモトピ   | スポーツ     | リポーター                          | 大相撲       | 気象予報士   |
| --------- | --------- | ---------- | ------------------------- | ---------- | ------------ | ----------------------------------- | ------------ | ------------ |
| 2015.3.30 | 2016.2.26 | 井上二郎   | 近江友里恵                | （不在）   | 居石友夏子   | 福居万里子 古澤のぞみ               | 白崎義彦     | 吉竹顕彰     |
| 2016.2.29 | 2016.4.1  | 井上二郎   | 林田理沙                  | （不在）   | 居石友夏子   | 福居万里子 古澤のぞみ               | 白崎義彦     | 吉竹顕彰     |
| 2016.4.4  | 2017.6.30 | 井上二郎   | 林田理沙                  | （不在）   | 居石友夏子   | 江河小百合 宮脇美咲                 | 白崎義彦     | 吉竹顕彰     |
| 2017.7.3  | 2018.3.30 | 井上二郎   | 林田理沙                  | （不在）   | 居石友夏子   | 江河小百合 宮脇美咲                 | 戸部眞輔     | 吉竹顕彰     |
| 2018.4.2  | 2019.3.29 | 中山庸介   | 松﨑洋子                  | （不在）   | 居石友夏子   | 宮脇美咲 浅野達朗 庭木櫻子          | 戸部眞輔     | 吉竹顕彰     |
| 2019.4.1  | 2019.8.1  | 中山庸介   | 松﨑洋子                  | （不在）   | 岡野唯       | 浅野達朗 庭木櫻子 福地礼奈 中田理奈 | 戸部眞輔     | 吉竹顕彰     |
| 2019.8.2  | 2020.8.31 | 中山庸介   | 松﨑洋子                  | （不在）   | 岡野唯       | 庭木櫻子 福地礼奈 中田理奈 藤澤義貴 | 戸部眞輔     | 吉竹顕彰     |
| 2020.9.1  | 2021.3.26 | 中山庸介   | 松﨑洋子                  | （不在）   | 岡野唯       | 庭木櫻子 福地礼奈 中田理奈 藤澤義貴 | 酒井良彦     | 吉竹顕彰     |
| 2021.3.29 | 2022.4.1  | 一橋忠之   | 野口葵衣                  | 福地礼奈   | 岡野唯       | 中田理奈                            | 酒井良彦     | 吉竹顕彰     |
| 2022.4.4  | 2024.3.29 | 一橋忠之   | 野口葵衣1・2 姫野美南1・2 | 福地礼奈   | 岡野唯       | 中田理奈                            | 酒井良彦     | 吉竹顕彰     |
| 2024.4.1  | 2025.3.28 | 一橋忠之   | 姫野美南1・2 道上美璃1・2 | （不在）   | 渡慶次秋穂   | （不在）                            | 酒井良彦     | 吉竹顕彰     |
| 2025.3.31 | 現在      | 松田利仁亜 | 道上美璃1・2 庭木櫻子1・2 | （不在）   | 渡慶次秋穂   | （不在）                            | 戸部眞輔     | 吉竹顕彰     |

- 1 週替わり出演。
- 2 『ニュース845福岡』を兼務。

リポーターの水越理恵も担当の世界遺産のほか、様々なリポート制作・中継を担った（2018年9月まで）
ニュース
地域に寄り添ったニュースのほか、全国ニュースであっても重要な伝えるべきことは伝える。
福岡・九州沖縄各局のリポート
解説
特集・シリーズ
2015年度は1年間を通して太平洋戦争後70年を特集。2016年度は熊本地震、2017年度は九州北部豪雨関連を多く放送。
2017年3月21日 - 24日には福岡局と北九州局がタッグを組み、経済や文化など日中交流の今を伝える特別編「ロクいち×ブリッジ　上海」として「クルーズ船が切り開く日中新時代」「日中　心の交流」「Fukuoka Qualityを売り込め」「日中の歴史と未来」を上海から生中継。ただし当時「ニュースブリッジ北九州」アンカーだった原口雅臣（翌シーズンより首都圏センター所属）は出演しなかった（福岡局に赴きその日の地域ニュースを担当）。
吉竹さんのお天気チェック!、気象情報
気象解説歴四半世紀の吉竹顕彰気象予報士（画面では気象キャスターと表示）による放送エリア向けの気象情報。吉竹が気象庁発表の予報に補足と独自の見解を加えて伝える。
気象情報は、女性キャスター（2023年度のみ福地）が進行している。
大相撲○○場所（ロクいち!大相撲）→大相撲（2022年7月場所よりタイトル変更）
郷土出身の関取のその日の取組について、大相撲中継担当の福岡局アナウンサーの解説を交え、詳しく伝える。平成27年「太宰府場所」（伊勢ヶ濱部屋九州場所宿舎隣接）初日（10月28日）には安美錦の編成により宝富士と近江の取組が行われた。平成29年11月の松鳳山のスタジオ出演などもなされている。令和4年11月場所前にも元小結松鳳山としてスタジオ出演した。
2021年度より始まった「のぐ推し!」のコーナーで、野口アナが力士の似顔絵を使いながら本場所のイチオシ力士の一番を見ながら一橋アナとともに2023年春場所まで振り返っていた。また、酒井アナ（現地会場取材中のみ・「ロクいち!大相撲」のタイトル前に``よっしーが行く’’が付く）とオンライン会議を繋いで熊本県出身正代（当時大関）の取組解説などを伝えていたが、正代が大関陥落、松鳳山引退に伴い郷土出身の関取がいなくなったため、2023年3月場所から関取を目指す幕下力士の取組を重点に伝えている。
2022年度より始まった「ひめ推し!」のコーナー（当番週のみ）で、姫野アナが得意の書道で力士名を書いてかつ似顔絵をそえて本場所のイチオシ力士の一番を見ながらメインキャスターの一橋アナとともに振り返っている。
2023年11月1日、正代と明生が九州場所前スタジオに生出演した。
スポロク!（月曜・局域）→スポロク（平日・県域）
スポーツコーナー。ホークス、アビスパ、福岡県ゆかりのアスリートを採り上げている。2024年度から18時10分台前半で放送されている。それに伴い、松田宣浩が毎月1回スタジオ出演し、ホークスの試合を徹底解説する。
ガチアジアPLUS（火曜）
アジアを中心とした海外の最新の話題をビビッドに紹介
食いち! → 食イチ!（水曜）
2016年度 - 2023年度。九州・沖縄の食の今を伝える。2022年度からロゴを一新すると同時に「食イチ!」と名称変更されたが、コーナーの内容は従来通り。
バリうま探し隊（水曜）
2024年度 - 。九州・沖縄の食の今を福岡吉本所属のローカルタレント（ザ・ローリングモンキー、カーネギー、はながらブーツ）及びフードディレクターの濱地佳世子が週替わりで伝える。
季節の写真（水曜を除く）
吉竹（画面では気象キャスターと表示・2023年度のみ福地）が視聴者から投稿したお便りを伝えながら写真を紹介する。
気象双方向（水曜）
「みなさんと一緒に作るコーナー」
街角情報フロム福岡（2015年度）→フォーカス福岡（2016年度 - 2020年度、木曜）
身近で注目の取り組みの最新情報
中継（金曜）
2017年度より海外（上海支局など）からの中継も行っている
スーパーハイビジョン紀行（2017年度 - 2020年度）→映像ストーリー（2021年度 - 、火曜）
九州・沖縄の豊かな自然や文化を、高精細な4Kカメラで撮影した映像で伝える。
Keepゼロキャンペーン
2016年度中心。10年前に発生した福岡海の中道大橋飲酒運転事故をきっかけにして、全国で「悲劇を繰り返してはならない」との思いを強くしたはずだったが、悪質な飲酒運転事故は後を絶たない。どうしたら事故ゼロの日をkeepし続けられるのか、遺族や専門家へのインタビュー、撲滅に取り組む人たちのリポート、過去のデータの分析など多角的に展開。
レトリップふくおか
福岡のある場所・ある時に焦点を当て、映像で現在から過去へと旅をする。
支局だより
各支局からのリポート等
2020 Road to TOKYO from FUKUOKA
2017年度 - 2021年度。東京オリンピックに向けてひた走るアスリートを紹介。
インタビュー
2015年「ロクいち!福岡 年末ハイライト」では五木寛之（聞き手は井上）。ゲストとしてリーグ・クライマックスシリーズ・日本シリーズ優勝のホークス主将・内川聖一も生出演。2017年の日本一奪還直後の11月6日は松田宣浩、9日は監督の工藤公康、年末の12月18日には再び内川聖一が生出演。アビスパJ1復帰決定時には監督・井原正巳が2015年12月7日に生出演。
2023年5月10日、サガン鳥栖との2023年シーズン最初の九州ダービー（試合日は5月14日）前のキープレイヤーとして、アビスパ福岡の3選手（永石拓海、紺野和也、佐藤凌我・インタビュアーは試合当日実況する森田哲意が担当）が生出演。
ホークス解説
NHK野球解説・荒木大輔が初年度よりスタジオで解説。2017年度下半期より、荒木が北海道日本ハムファイターズの2軍監督就任決定に伴い、番組を降板。また、小久保裕紀 が2021年より福岡ソフトバンクホークスのヘッドコーチ就任に伴い、2020年12月をもって番組を降板。現在は、NHKプロ野球解説者（主にホークスOB井口資仁）が出演している。
2023年3月29日、オンライン会議を繋いで、井口がリモート出演している。
2023年12月4日、ソフトバンクホークス1軍監督に就任した小久保（2024年シーズンから・2022シーズンから2023年シーズン終了まで2年間2軍監督）が生出演した。
2024年2月21日、2023年シーズン限りで現役を引退した元福岡ソフトバンクホークス選手でプロ野球解説者の松田宣浩が生出演した。
アビスパ解説（マンスリーアビスパ・月曜）
オンライン会議を繋いで、元日本代表ディフェンダーの中澤佑二がリモート出演している。
監督の長谷部茂利が率いるアビスパJ1復帰3年目開幕戦前日（開幕戦の相手はヴィッセル神戸）の2023年2月16日、開幕戦の解説を担当する元日本代表ゴールキーパーでアビスパOBの小島伸幸（実況担当アナウンサーの森田も同席）がスタジオ生出演。
プロ野球速報
ホークス中心
世界遺産への道
2015年4月 - 10月に「明治日本の産業革命遺産　九州・山口と関連地域」シリーズ、2016年1月〜7月に「長崎と天草地方の潜伏キリシタン関連遺産」シリーズ、2017年4月〜7月に「『神宿る島』宗像・沖ノ島と関連遺産群」シリーズ。同名のミニ番組にまとめられている。
ダイスキ!福岡キャンペーン
2015年度下半期。NHK福岡とNHK北九州が地元の素敵なところをさらに見つけていき、地元の未来についてさらに考えていくための様々な取り組み。視聴者が「NHKスクープBOX」を利用して投稿した写真の紹介も。
ブラリンダ
2016年度下半期。林田が案内役の記者とともに福岡の街を「お散歩」しながら発見していく。「リンダ」は林田を重箱読みにしたニックネームで学生時代からのもの。なお、前任の近江出演の「ブラタモリ」のパクリではない。2018年度には林田もブラタモリアシスタントに就任する（近江の「あさイチ」メインキャスター起用による交代）。
よかなび
2015年度。週末お出かけ情報。
ウォッチ九州沖縄
2015年度。九州・沖縄ブロック枠中継。各局のアナウンサーが担当。
いちオシ!
2015年度上半期。その日の一推しのリポートなど。初日は近江がヘリコプターに乗り、桜の名所を上空からリポート。
九州沖縄 新型コロナ関連ニュース（ブロックネット）
2020年5月11日から5月22日まで18:30 - 18:52の放送枠で放送、九州・沖縄での新型コロナウイルス関連ニュースを各局からリレー形式で放送。
ふくびと
2020年度から2022年度。スタッフが県内72市区町村を訪ねて、皆さんのご近所にいる知られざるすごい人、わが町の自慢の人など「福岡のすごい人」、略して「ふくびと」を紹介。
2023年2月2日放送では、県内72市区町村最後を飾る須恵町を吉竹気象キャスターを除くキャスター全員が2組（一橋アナ・福地キャスターのペア、野口アナ・姫野アナのペア）に分けて取材した。完走をお祝いとして当番週ではない野口アナがくす玉割りするためにスタジオ出演した。県内72市区町村のふくびとの最終結果が834人となった。
ジモトピ
2021年度から2023年度。九州・沖縄のトピックを2023年度まで福地が3本伝えていた。2022年度から2023年度の金曜日も担当していた。
わたしのジモトピ
2021年度から2022年度。身近で見つけた素敵な風景やほっとした話題、ガイドブックには載っていないジモトの一押しスポットなど、皆さんのジモトピを写真や動画（30秒以内）メッセージを紹介。2022年度から金曜日も伝えることになった。2023年度から「季節の写真」にまとめて伝えることになった。
ジモトピライブ（月1回火曜）
2021年度から2023年度。福地キャスターがスタジオからカメラを操ってガイドしながらリモート中継を行った。
2023年4月18日は、佐賀局から異動したばかりの小林将純が「いぐさの新たな活用法とは!?」について県内某所からリポートを伝えた。
追跡!バリサーチ（金曜）
2021年度より。「“ばり（とても、すごい）”×“リサーチ（調査）”、そして対話をつなげていく×“RE：（返信）”」の略。視聴者の疑問やお困りごとに答えるだけでなく、放送後に寄せられたご意見や情報からさらに取材を深め、皆さんとの対話の「循環」を通して、さらに役立つニュースを目指していくコーナー。
2021年7月9日の『#てれふく』とコラボして「追跡!バリサーチ 替え玉・特盛り!増刊号」として県内全域で放送された 。
2022年3月26日、2022年6月26日、2022年9月24日、2023年1月7日、2023年3月11日、「特選 追跡!バリサーチ」（福岡局域のみ）として随時放送。
2022年4月1日放送のなかで、ご意見などをLINEでも投稿出来ると一橋アナウンサーから発表された。
2022年4月15日より、新企画として出張!バリサーチがスタートした。内容は追跡!バリサーチの出張版で、キャスターが現場に出向き、実際困っていることなどを聞きながら、調査していく。
2022年4月15日の『＃てれふく』と再びコラボし、「大追跡!バリサーチ」（27分間）として県内全域で生放送された。
一橋クッキング
2021年度～2023年度。キャスターの一橋アナウンサーが、料理教室で講師（料理研究家）から教わりながら、季節の実際料理を作るコーナー。（最低1品・不定期）
#BeyondGender（ビヨンド・ジェンダー） 九州沖縄キャンペーン
2021年度より。ジェンダーを超え誰もが“ありのままの自分”で生きられる社会になるように・・・。そんな願いから始まったキャンペーン。九州沖縄地方にも“男らしさ・女らしさ”の縛りが未だに強いという声があり、福岡放送局が九州沖縄各地のNHK各放送局と連携し、九州沖縄地方のジェンダーに関する諸々な問題に向き合い現場の取材をもとに課題点などを特集として伝えた。また、『The Life』「Change!ジェンダーをこえて」が2021年11月19日に放送された。2022年12月2日にも『#BeyondGender九州・沖縄』として放送された。
セガトピ（木曜・隔週）
2022年度より。世界の話題をお届けするコーナー。「ふくびと」のコーナー終了後、後継として、木曜へ引越している。
九州沖縄各地中継シリーズ（ブロックネット）
大型連休前の2022年4月25日、4月27日から4月28日まで18:15 - 18:20の放送枠で放送。4月25日は、開業したばかりの福岡市のららぽーと福岡内のおもちゃ美術館（藤澤義貴が担当）から、4月27日は大分局『いろどりOITA』発で、大分県佐伯市（西垣光が担当）から、4月28日は長崎局『イブニング長崎』発で、長崎県五島市福江島（木花牧雄が担当）からリポートを行った。
ニュースフラッシュ（4 - 5本程度）
2023年度。これまでに入っている県内のニュースをAI自動音声で伝える。
ふくトピ（木曜・隔週）
2023年度より。福岡県内で起きたとっておきの情報をトピックスとして直接現場の声を聞いてもらうコーナー。AI自動音声で伝える。
福岡NEWS WEBランキング（月曜）
2024年度より。『NHKニュースおはよう日本』「NEWS WEBチェック」の福岡県版。

## キャッチコピー
2024年度より設定された。
- 2024年度「もっと福岡を。」